# Loganville, Georgia
Loganville är en stad (city) i Gwinnett County, och  Walton County, i delstaten Georgia, USA. Enligt United States Census Bureau har staden en folkmängd på 10 601 invånare (2011) och en landarea på 19 km².

## Kända personer från Loganville
- Wayne Gallman, utövare av amerikansk fotboll